# 加斯巴烏帕齊拉
加斯巴乌帕齐拉是孟加拉国婆羅門巴里亞縣的一个乌帕齐拉，位於吉大港专区的婆羅門巴里亞縣。。

## 人口
據2011年孟加拉國人口普查，加斯巴共有戶數40,901戶，人口243,833人。